# Snowboard agli VIII Giochi asiatici invernali - Slalom gigante femminile
La gara dello slalom gigante femminile si è svolta il 19 febbraio 2017 alla Bankei Ski Area di Sapporo in Giappone.

## Risultati
| Rank | Atleta            | Run 1   | Run 2   | Tempo   |
| ---- | ----------------- | ------- | ------- | ------- |
| 1    | Eri Yanetani      | 55.67   | 47.80   | 1:43.47 |
| 2    | Zang Ruxin        | 55.95   | 49.75   | 1:45.70 |
| 3    | Gong Naiying      | 56.39   | 49.42   | 1:45.81 |
| 4    | Jeong Hae-rim     | 59.67   | 48.46   | 1:48.13 |
| 5    | Shin Da-hae       | 59.06   | 49.60   | 1:48.66 |
| 6    | Xu Xiaoxiao       | 1:03.57 | 49.31   | 1:52.88 |
| 7    | Millie Bongiorno  | 1:01.55 | 53.58   | 1:55.13 |
| 8    | Asa Toyoda        | 1:09.78 | 51.86   | 2:01.64 |
| 9    | Xeniya Tupik      | 1:07.06 | 55.56   | 2:02.62 |
| 10   | Dariya Slobodkina | 1:05.86 | 57.66   | 2:03.52 |
| 11   | Shima Yarkhah     | 1:06.25 | 57.69   | 2:03.94 |
| 12   | Setareh Yazdani   | 1:05.15 | 1:02.19 | 2:07.34 |
| 13   | Uguette Fakhry    | 1:26.33 | 1:19.27 | 2:45.60 |
| —    | Niu Jiaqi         | DSQ     |         | DSQ     |
| —    | Azquiya Usuph     | DSQ     |         | DSQ     |